# Artère profonde du pénis
L'artère profonde du pénis (ou artère caverneuse) est une artère systémique paire de l'abdomen située dans le petit bassin. Elle contribue à la vascularisation du corps caverneux du pénis et à l'érection pénienne.

## Origine
L'artère profonde du pénis nait de l'artère pudendale interne au niveau du canal pudendal.

## Trajet
L'artère profonde du pénis traverse le diaphragme pelvien et pénètre dans le corps caverneux homolatéral. Au centre de celui-ci, elle se divise en une branche antérieure qui vascularise les deux tiers antérieurs du corps caverneux, et en une branche récurrente qui en vascularise le tiers postérieur.
Le long de son parcours dans le corps caverneux, elle donne les artères hélicines du pénis et les artères perforantes du pénis.
Les artères perforantes du pénis partent transversalement et relient les deux corps caverneux. Elles forment des anastomoses avec des branches de l'artère urétrale. Elles jouent une redondance vasculaire et participent à la régulation de la pression intracaverneuse lors de l'érection

## Galerie

Le pénis en coupe transversale, montrant les vaisseaux sanguins, y compris les deux artères profondes (Deep a.)